# Варварские правды

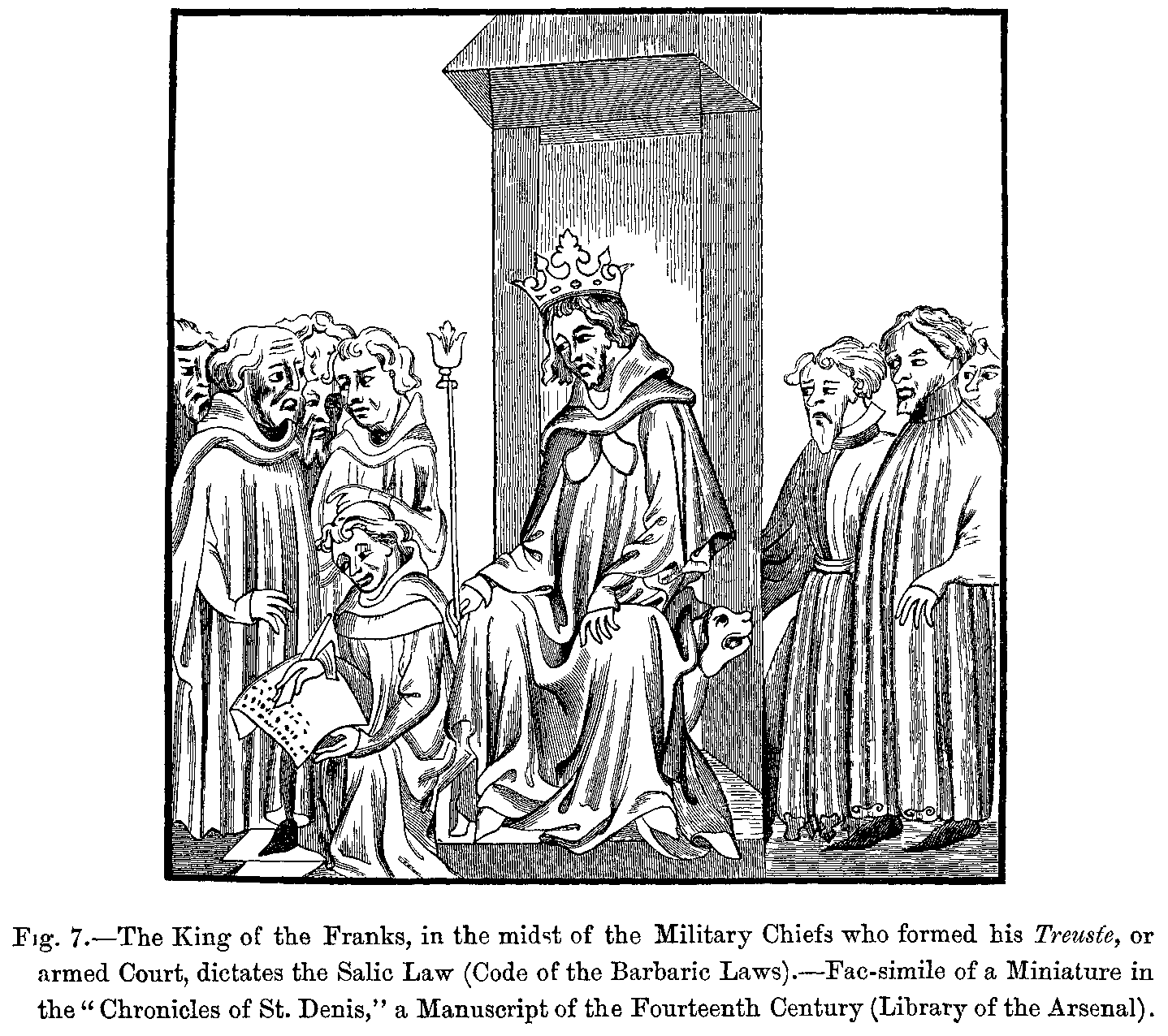
Король франков диктует народу Салический закон. Французская миниатюра XIV в.

Варварские правды (лат. leges barbarorum) — записи норм права, действовавших у древнегерманских народов в период складывания у них государства, составленные в V—IX веках.
Играли роль судебников, то есть перечней штрафов и других наказаний за те или иные преступления. Латинское название этих памятников Lex («закон») с добавлением названия племени или народа во множественном числе родительного падежа (например, Lex Saxonum). На русском языке они, по аналогии с Русской правдой, называются «правдами».
Самая ранняя из всех сохранившихся варварских правд — Вестготская правда (вторая половина V в.). В конце V в. — начале VI в. была составлена Бургундская правда, в VI в. — Салическая и Рипуарская правды, в VII в. — Англосаксонские правды и Эдикт Ротари (Лангобардская правда), в VII—VIII вв. — Баварская и Алеманнская (Швабская) правды, в конце VIII в. — начале IX в. — Хамавская правда, а также Саксонская, Тюрингская и Фризская правды.
Варварские правды дают ценный материал для изучения уровня производительных сил, форм собственности, дифференциации общества, то есть социально-экономических отношений в период зарождения феодализма. Большинство варварских правд сохранилось до нашего времени. Они отражают и некоторые элементы родового уклада (разные типы общин, военную демократию) и являются важнейшим источником для изучения развития германских народов в период раннего феодализма. Они перестали применяться с утверждением феодальных отношений, уступив место феодальному законодательству.

## Список
| Варварская правда  | Племя             | Примечания                                        |
| ------------------ | ----------------- | ------------------------------------------------- |
| Кодекс Эйриха      | Вестготы          | Принят королём Эйрихом около 475 года             |
| Бургундская правда | Бургунды          | Принята между 480 и 501 годами                    |
| Салическая правда  | Западные франки   | Принята между 507 и 511 годами                    |
| Эдикт Ротари       | Лангобарды        | Принята королём Ротари в 643 году                 |
| Вестготская правда | Вестготы          | Принята в 654 году, заменила правду короля Эйриха |
| Алеманнская правда | Алеманны          |                                                   |
| Баварская правда   | Бавары            |                                                   |
| Рипуарская правда  | Рипуарские франки |                                                   |
| Фризская правда    | Фризы             | VIII век                                          |
| Саксонская правда  | Саксы             | Принята королём Карлом Великим в 802 году         |
| Тюрингская правда  | Тюринги           |                                                   |